# Orah (gmina Bileća)
Orah (cyr. Орах) – wieś w Bośni i Hercegowinie, w Republice Serbskiej, w gminie Bileća. W 2013 roku liczyła 11 mieszkańców.